# Claes Egnell
Claes Robert Herman Vidarsson Egnell, född 29 januari 1916 i Lännäs församling, Örebro län, död 15 januari 2012 i Stora Kopparbergs församling, Falun, var en svensk militär samt utövare av modern femkamp och sportskytte.

## Militär karriär
Egnell avlade officersexamen vid Krigsskolan 1938 och utnämndes samma år till fänrik vid Livregementets grenadjärer. Han studerade vid Gymnastik- och idrottsskolan 1941 och var lärare där 1942–1943. Han befordrades till kapten 1946 och studerade vid Krigshögskolan 1949–1951 samt var lärare i taktik vid Krigsskolan 1951–1952 och kompanichef vid Krigsskolan 1952–1955. År 1957 befordrades han till major och tjänstgjorde 1957–1966 vid Värmlands regemente, därav 1961–1964 som stabschef vid regementet. Åren 1957–1958 var han chef för den svenska bataljonen i United Nations Emergency Force i Gazaremsan. Han befordrades 1966 till överstelöjtnant och tjänstgjorde från 1966 som utbildningsofficer och ställföreträdande regementschef vid Västernorrlands regemente. År 1972 befordrades han till överste och avslutade samma år sin militära tjänstgöring.

## Idrottslig karriär
Egnell erövrade silver i den moderna femkampens lagtävling under OS 1952 i Helsingfors tillsammans med Lars Hall, som tog guld individuellt, och Torsten Lindqvist. Efter att ha brutit foten i störtloppet vid OS 1948 i Sankt Moritz kunde inte Claes Egnell delta i modern femkamp i London. Han lyckades dock kvala in till OS 1948 i London i silhuettpistol där han placerade sig på 24:e plats. Egnell är därmed en av få som har deltagit i både sommar- och vinter-OS.
Egnell blev svensk mästare sex gånger under sin karriär i modern femkamp: 1941, 1942, 1943, 1945, 1947 och 1952. 1945 tilldelades han Svenska Dagbladets guldmedalj "för två SM vunna efter hård kamp för att komma i kapp efter svår skada".
Efter sin militära karriär avslutade Claes Egnell sin yrkeskarriär som generalsekreterare för världsmästerskapen i nordisk skidsport 1974 i Falun.